# Moormerland
Moormerland là một đô thị của huyện Leer, bang Niedersachsen, northwestern Đức. Đô thị này có diện tích 122 km².